# На обали мора
На обали мора (пољ. Nad brzegiem morza, фр. Sur le rivage) је слика пољске сликарке Ане Билинске Богданович из 1886. године. Насликана је техником уље на картону. Изложен је у Народном музеју у Варшави у Пољској.

## Опис
Слика приказује младу жену из рибарског села која седи на песку са својом малом ћерком. Мрежа са обручем налази се поред жене с десне стране. На мирном мору у даљини видљив је једрењак. На слици доминирају тонови сиве боје.

## Анализа
Између 1885–1886, године,  Ана Билинска Богданович је отишла из Париза и летовала у граду Ото на Мору у Нормандији. У овом периоду уметница је доживела нервни слом због недавне смрти њеног оца и блиске пријатељице - Клементине Красовске. На обали мора сматра се једним од најбољих и најпознатијих дела из Аниног уметничког опусу. Слика приказује реалистичну сцену с плаже смештене уз Ламанш и преноси дубок осећај меланхолије. Уметница је забележила не само суморну атмосферу и пространство приморског пејзажа већ и сложену природу мајчинства. Ликови мајке и њеног детета, приказани отпозади, одвојени су пространством мора, што се често тумачи као знак жалости након губитка детета.